# エリン・ヘザートン
エリン・ヘザートン（Erin Heatherton、本名:Erin Heather Bubley、1989年3月4日 - ）は、アメリカ合衆国出身の女性ファッションモデル。

## 来歴
アメリカ合衆国イリノイ州クック郡スコーキーにて育ち、ユダヤ人の通学学校であるサロモン・シェヒター・デイ・スクールとナイルス・ノースハイスクールに通った。フロリダ州マイアミのサウス・ビーチでバケーション中に見い出され、最終的にマリリン・エージェンシーと契約した。
ヘザートンのモデルとしてのキャリアの始まりは、ニューヨーク市でダイアン・フォン・ファステンバーグのファッションショーの舞台を歩いたことであり、それ以来、トミーヒルフィガー、オスカー・デ・ラ・レンタ、シャッツィ・チェンらその他数多くである。ヘザートンは、『ラ・レプッブリカ』、『グラツィア』、『Velvet』、『ミューズ』の表紙を飾った。
ヘザートンは、ヴィクトリアズ・シークレットのウェブサイトに登場して、現在はヴィクトリアズ・シークレット・エンジェルズの一員である。ヘザートンは、2008年、2009年、2010年、2011年のヴィクトリアズ・シークレット・ファッションショーの舞台を歩いた。2010年ヴィクトリアズ・シークレット スイム カタログと「ボディ by ヴィクトリア」キャンペーンで注目すべきモデルだった。

## 私生活
2012年11月3日、俳優のレオナルド・ディカプリオと破局した。

## 出演作
- アダルトボーイズ遊遊白書 Grown Ups 2 （2013年）